# Afrički monarh
Afrički monarh (Danaus chrysippus) veliki je leptir (raspon krila do 84 mm) iz porodice šarenaca, osnovna boja krila je narančasta. Stražnja krila su nešto svjetlija pa se na njima ističu tamna rebra. Vanjski rubovi krila imaju crne šare, crno tijelo bijele točke.

## Gusjenica
U Africi se gusjenica hrani biljkama iz roda svilenica (Asclepias).

## Stanište
Afrički monarh je leptir selac, a u primorske dijelove Hrvatske dolijeće u velikoj populaciji u srpnju i ostaje do rujna. Zasad nije utvrđeno odlaže li u vrijeme boravka u Hrvatskoj jaja.